# Simon Dickie
Simon Dickie (Waverley, 1951. március 31. – 2017. december 13.) olimpiai bajnok új-zélandi evezős.

## Pályafutása
Az 1968-as mexikóvárosi olimpián aranyérmes lett kormányos négyesben. Az 1970-es kanadai St. Catharines-i világbajnokságon bronzérmet szerzett társaival nyolcasban. Az 1972-es müncheni olimpián arany-, az 1976-os montréali olimpián bronzérmes lett nyolcasban.

## Sikerei, díjai
- Olimpiai játékok
  - aranyérmes: 1968, Mexikóváros (kormányos négyes), 1972, München (nyolcas)
  - bronzérmes: 1976, Montréal (nyolcas)
- Világbajnokság
  - bronzérmes: 1970, St. Catharines (nyolcas)